# Regue
Regue (ou Requé) est une localité du Cameroun située dans l'arrondissement de Bogo, le département du Diamaré et la région de l’Extrême-Nord. Elle fait partie du lawanat de Djiddel.

## Population
En 1975, la localité comptait 56 habitants, des Peuls.
Lors du recensement de 2005, on y a dénombré 178 personnes.